# Sách Kỷ lục Guinness
Kỷ lục Thế giới Guinness (tiếng Anh: Guinness World Records) hay Sách Kỷ lục Guinness (The Guinness Book of Records) là một sách tra cứu được xuất bản hàng năm, ghi lại tập hợp các kỷ lục thế giới được công nhận trên toàn thế giới, gồm kỷ lục do loài người thực hiện được và cả kỷ lục của thiên nhiên tạo ra. Quyển sách này tự nó cũng tạo ra một kỷ lục là xê-ri (series) sách có bản quyền bán chạy nhất thế giới.

## Ra đời
Ngày 10 tháng 11 năm 1951, Hugh Beaver, giám đốc điều hành của hãng bia Guinness đi săn ở North Slob, sông Slaney ở Quận Wexford, Ireland. Ông ta tự hỏi ở châu Âu loài chim bị săn nào bay nhanh hơn: chim choi choi vàng hay gà gô?
Tối hôm đó, ở tòa nhà Castlebridge, ông nhận thấy rằng hầu như không thể xác nhận trong các sách tra cứu nào để chắc chắn loài choi choi vàng có phải là loài chim nhanh nhất hay không.
Beaver cho rằng ắt hẳn có rất nhiều tranh cãi ở 81.400 quán rượu ở Anh và Ireland hàng đêm về các kỷ lục. Do đó ông đã nhận rằng sách kỷ lục giải quyết các tranh cãi này chắc sẽ rất nổi tiếng. Ý tưởng của Beaver đã trở thành hiện thực khi nhân viên của hãng Guinness là Christopher Chataway đề nghị ý kiến này với các bạn ở trường đại học là Norris McWhirter và Ross McWhirter - những người đang điều hành một hãng đi tìm sự thực (fact-finding agency) ở London.
Anh em nhà McWhirter được giao nhiệm vụ biên soạn Sách Kỷ lục Guinness (The Guinness Book of Records) vào tháng 8 năm 1954. Một ngàn bản đã được in và bán vào lúc đó.
Sau khi sáng lập Sách Kỷ lục Guinness tại địa chỉ 107 Phố Fleet, quyển sách được ấn bản lần đầu, dày 198 trang, vào ngày 27 tháng 8 năm 1955 đã nằm trong danh sách các sách bán chạy nhất của Anh trước lễ Giáng Sinh. Beaver cho rằng đây là một cuốn sách bán rẻ để tiếp thị chứ không có ý định kiếm lời.
Năm sau, khi vào thị trường Hoa Kỳ, 70.000 bản đã được bán hết. Sau khi nổi tiếng, có nhiều ấn bản nữa được phát hành dẫn đến mỗi năm có một bản cập nhật, in vào tháng 10 để trùng vào dịp bán hàng Giáng Sinh. Anh em nhà McWhirters tiếp tục xuất bản sách này và các sách liên quan khác trong nhiều năm. Ross bị nhóm vũ trang Cộng hòa Ireland (Irish Republican Army) ám sát năm 1975. Norris có trí nhớ tuyệt vời, trong một xê-ri truyền hình về những người phá kỷ lục, ông có thể trả lời các câu hỏi của trẻ em về các kỷ lục.
Những ấn bản gần đây tập trung vào các kỷ lục phi thường do những đấu thủ ghi được: từ cử tạ, khoảng cách ném trứng hay số lượng bánh mỳ kẹp một người có thể ăn trong 10 phút dù các kỷ lục về ăn hoặc uống bia rượu này không bao giờ được công nhận do sợ tranh chấp. Ngoài các kỷ lục về thi đấu, sách này cũng còn ghi lại những kỷ lục như chiều cao con người, khối u nặng nhất, cây độc nhất, sông ngắn nhất, vở kịch dài nhất, người bán hàng thành công nhất... Tiêu chí để chọn lựa kỷ lục thay đổi theo thời gian.

## Phát triển
Các ấn bản gần đây đã tập trung vào các sự kiện kỷ lục của các cuộc thi. Các cuộc thi có những lĩnh vực rõ ràng như cử tạ Olympic đến thời gian ném trứng dài nhất, hoặc dành thời gian dài nhất để chơi Grand Theft Auto IV hoặc số lượng hotdog mà có thể ăn hết trong 10 phút, mặc dù các mục ăn uống và rượu không còn được chấp nhận nữa do lo ngại về kiện tụng. Bên cạnh kỷ lục về cuộc thi, nó còn chứa đựng những dữ kiện như là khối u nặng nhất, cây độc hại nhất, dòng sông ngắn nhất (sông Roe), hai bộ phim dài nhất ( General Hispital và Guiding Light ) ở Mỹ và nhân viên bán hàng thành công nhất thế giới (Joe Girard). Nhiều kỷ lục cũng liên quan đến người trẻ nhất đã đạt được điều gì đó, chẳng hạn như người trẻ nhất đến thăm tất cả các quốc gia trên thế giới, là Maurizio Giuliano. 

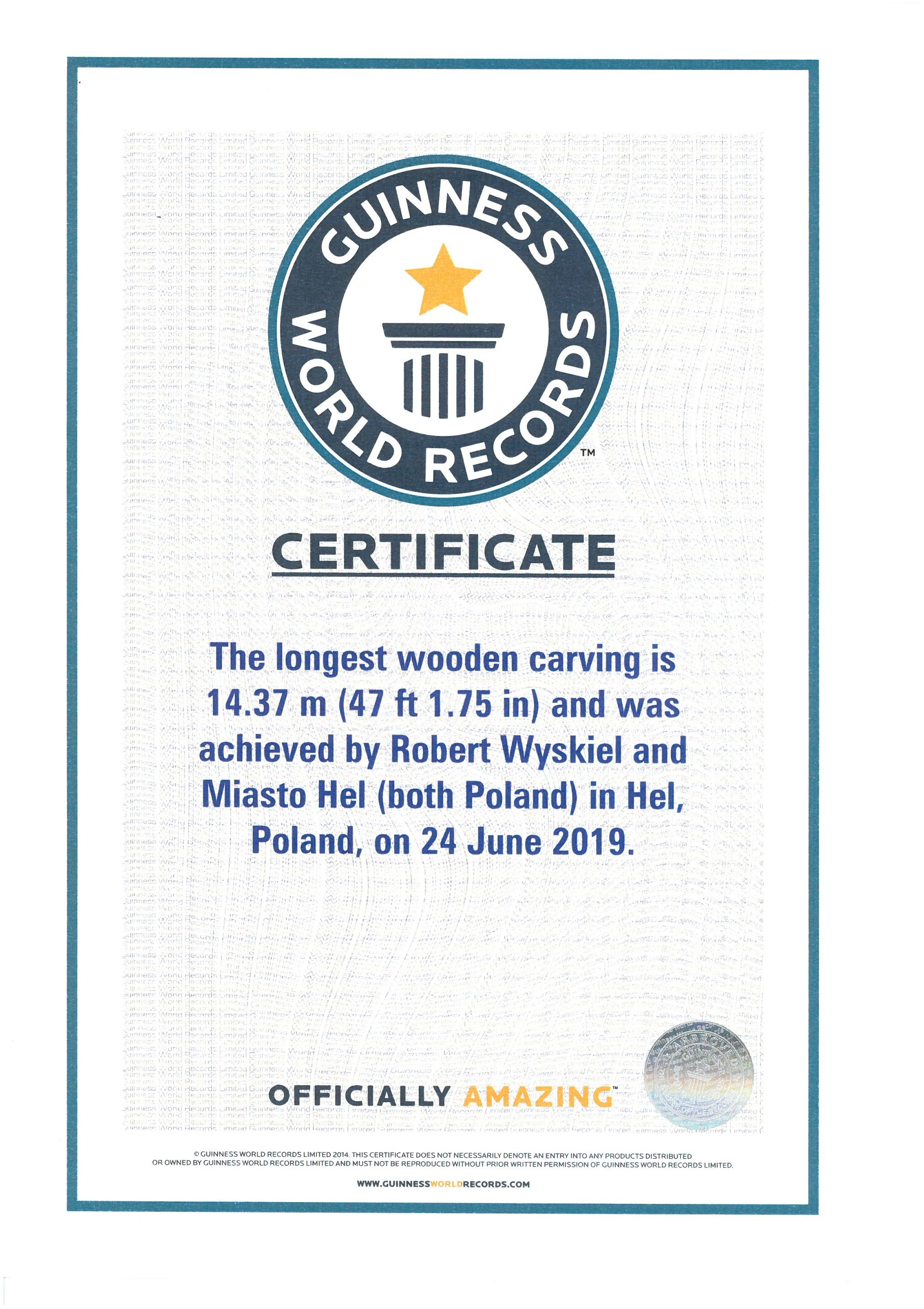
Kỉ lục Guinness bức chạm khắc bằng gỗ dài nhất đã đạt được 14,37m(47 ft 1.75 in) bởi Robert Wyskiel và Myasto Hel tại Ba Lan

Clyde Beatty giữ kỷ lục nhốt 43 sư tử và hổ trong một cái lồng
Mỗi lần xuất bản lại có một số kỉ lục được lựa chọn cho cơ sở dữ liệu Guinness. Đối với việc lựa chọn kỉ lục mới, các tiêu chí để xếp loại kỉ lục thay đổi qua nhiều năm.
Việc sa thải Norris McWhirter - với vai trò tư vấn của Guiness vào năm 1995 và quyết định tiếp theo của Diageo Plc bán thương hiệu Guinness World Records đã chuyển nó từ một cuốn sách sang một cuốn sách tham khảo ("style over substance"). Đa số các kỷ lục thế giới không còn được liệt kê trong sách hoặc trên trang web, và chỉ có thể được xác định bởi một ứng dụng ghi vào kỷ lục Guinness để 'phá vỡ' kỷ lục. Đối với những người không thể đợi 4-6 tuần để trả lời, Guinness sẽ xử lý đơn đăng ký nhanh với mức £ 300 (450 đô la Mỹ).
Các Guinness Book of Records là cuốn sách có bản quyền bán nhiều nhất thế giới. Một số sách spin-off và series truyền hình cũng đã được sản xuất.
Guinness World Records trao tặng kỷ lục của "Cuốn sách với hầu hết các kỉ lục" trên Ashrita Furman của Queens, NY vào tháng 4 năm 2009. Tại thời điểm đó, nó đã có 100 kỉ lục. 
Năm 2005, Guinness đã định ngày 9 tháng 11 là Ngày kỷ lục Thế giới Guinness thế giới để khuyến khích phá vỡ kỷ lục thế giới.  Năm 2006, ước tính có 100.000 người tham gia trên 10 quốc gia. Guinness đã báo cáo 2.244 kỉ lục mới trong 12 tháng, tăng 173% so với năm trước.  Vào tháng 2 năm 2008, NBC phát sóng Top 100 kỷ lục Guinness World Records của mọi thời đại và Guinness World Records làm danh sách đầy đủ có sẵn trên trang web của họ.

## Ví dụ
- Người cao nhất: Robert Wadlow, 2.72 m (8 ft 11.09 in)[1]
- Người cao nhất còn sống: Sultan Kösen, 2.51 m (8 ft 2.82 in)
- Người lùn nhất: Chandra Bahadur Dangi, 0.546 m (1 ft 9.5 in)
- Người lùn nhất còn sống: Jyoti Amge, 0.628 m (2 ft 0.73 in)
- Người đàn ông nặng nhất: Jon Brower Minnoch, 635 kg (1,400 lb; 100.0 st)[2]
- Người phụ nữ nặng nhất: Carol Yager, hơn 545 kg (1,200 lb; 85.8 st)
- Người nặng nhất còn sống: Manuel Uribe, 597 kg (1,320 lb; 94.0 st)